# Scared of Heights
A Scared of Heights (magyarul: Tériszony) az izlandi Hera Björk dala, mellyel Izlandot képviselte a 2024-es Eurovíziós Dalfesztiválon Malmőben. A dal 2024. március 2-án, az izlandi nemzeti döntőben, a Söngvakeppnin című műsorban megszerzett győzelemmel érdemelte ki a dalversenyen való indulás jogát.

## Eurovíziós Dalfesztivál
2024. január 27-én vált hivatalossá, hogy az énekesnő dala résztvevője lesz a Söngvakeppnin nemzeti döntő mezőnyének. A dal a műsor elődöntőjében izlandiul szerepelt, Við förum hærra címmel. A dal 2024. március 2-án megnyerte a nemzeti döntőt, ahol a szakmai zsűri, valamint a nézői szavazatok együttese alakította ki a végeredményt. A zsűrinél a második, míg a közönség listáján a harmadik helyezett lett, azonban összesítésben megnyerte a szuperfinálét, és ez a dal képviselheti Izlandot az Eurovíziós Dalfesztiválon. Az Izrael–Hamász-háború által okozott humanitárius katasztrófa következtében ebben évben a Söngvakeppnint az Eurovíziós Dalfesztiválon való indulástól függetlenül rendezték meg, így a műsort követően tárgyaltak a győztessel, hogy részt kíván-e venni a nemzetközi versenyen. A nemzeti válogató döntőjét megelőzően Hera Björk úgy nyilatkozott, hogy ha győzne, akkor szívesen indulna az Eurovízión is, végül március 11-én az izlandi televízió bejelentette, hogy részt fognak venni a versenyen a nemzeti válogató győztes dalával.
A dalt először a május 7-én rendezendő első elődöntőben fellépési sorrendben nyolcadikként adták elő, a Horvátországot képviselő Baby Lasagna Rim Tim Tagi Dim című dala után és a Németországot képviselő Isaak Always on the Run című dala előtt. Az elődöntőben a nézői szavazatok pontjai alapján nem került be a dal a május 11-én megrendezésre került döntőbe.
A következő izlandi induló a Væb Róa című dala volt a 2025-ös Eurovíziós Dalfesztiválon.

## Galéria

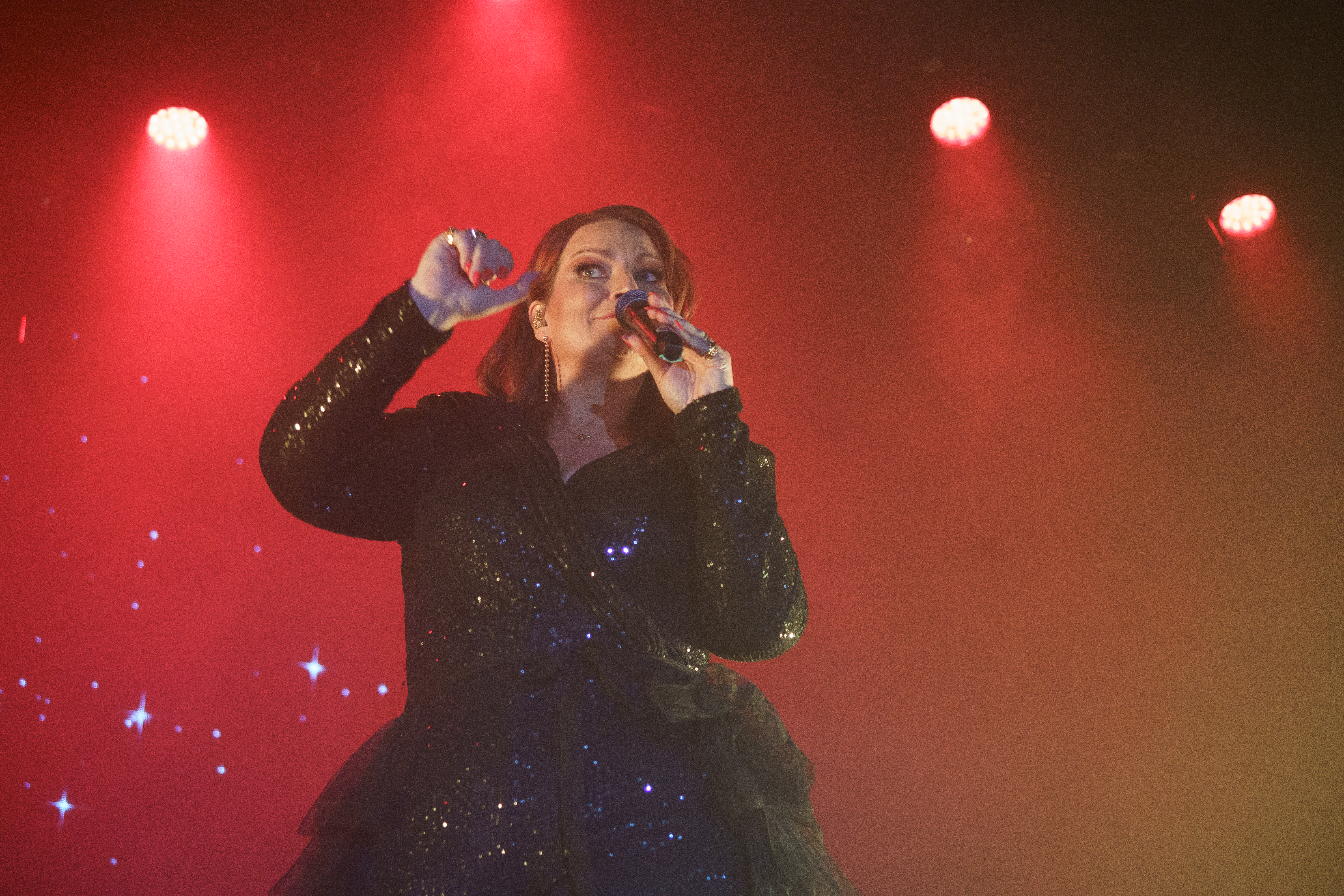
A madridi Eurovíziós partin
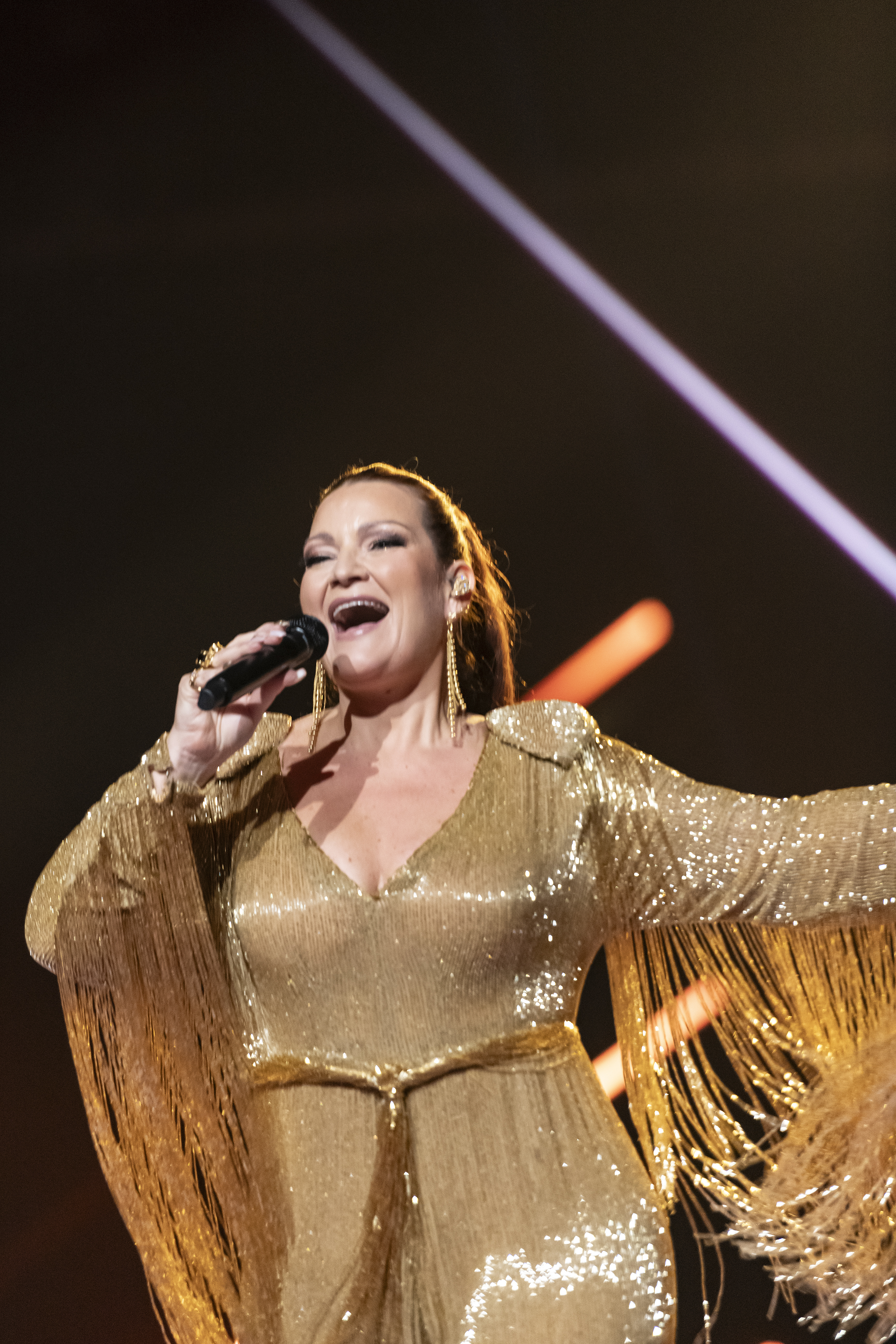
Az elődöntőben